# Vil du i verden frem
|  | Denne artikel er oprettet af botten Steenthbot ud fra en ekstern database. Den kan derfor have sproglige fejl eller mangler. Denne skabelon kan fjernes efter kontrol af indholdet. |

Vil du i verden frem er en dansk dokumentarfilm fra 1979 instrueret af Jesper Klein efter eget manuskript.

## Handling
"Der søges banefolk".

## Medvirkende
- Jess Ingerslev
- Tom McEwan
- Jesper Klein
- Lykke Nielsen